# Jake Gleeson
Jake Gleeson (nascut el 26 de juny de 1990) és un futbolista neozelandès que actualment juga pel Portland Timbers de la Major League Soccer dels Estats Units i el Canadà. Gleeson juga com a porter.

## Trajectòria per club
Gleeson inicià la seva trajectòria futbolística amb el Western Suburbs de la Central Premier League de Nova Zelanda. Amb aquest equip semiprofessional Gleeson hi va estar entre el 2007 i el 2008.
El 2007 va començar a formar part alhora amb el Team Wellington del Campionat de Futbol de Nova Zelanda. Amb el Team Wellington no jugà en cap partit, només fou substitut, fins a l'11 de gener de 2009 en un partit en què perderen 2–0 contra el Waitakere United. Gleeson acabaria jugant un total de tres partits més aquella temporada.
En la temporada 2009-2010 tan sols jugà en un partit amb el Team Wellington, contra l'Auckland City en un partit que acabà 0–1 per l'Auckland City. El partit fou jugat el 14 de novembre de 2009. El 2010 va ser transferit al Portland Timbers U23's, l'equip juvenil del Portland Timbers. Va jugar en un total de 15 partits pel club i aquest club es veuria campió de la lliga aquella temporada.
El 17 de febrer de 2011 va passar a formar part del Portland Timbers de la Major League Soccer. Va debutar pel club estatunidenc el 26 de març de 2011 quan va entrar com a substitut per Adin Brown en la segona part d'un partit contra el Toronto FC canadenc. El 2011 jugà en 4 partits pel club.

## Trajectòria internacional
Gleeson ha jugat per les seleccions neozelandeses sub-17, sub-20, sub-23 i la selecció oficial.
El març de 2012 Gleeson jugà amb la selecció sub-23 en el Torneig Preolímpic de l'OFC. Fou el porter de la selecció en tres dels quatre partits del torneig i guanyà el premi de millor porter del torneig.
El juny de 2012 va formar part de la selecció neozelandesa que se n'anà a Salomó per a participar en la Copa de Nacions de l'OFC de 2012. Gleeson jugà en tots cinc partits que disputà Nova Zelanda. Els neozelandesos acabaren en tercer lloc al vèncer als amfitrions en el partit per al tercer lloc.
El juliol de 2012 Gleeson se n'anirà a Londres per a participar en el torneig futbolístic masculí dels Jocs Olímpics de 2012. Va ser nomenat com a part de la plantilla olímpica el 21 de juny de 2012.

## Palmarès
- Central Premier League (1): 2007.
- USL Premier Development League (1): 2010.
- Torneig Preolímpic de l'OFC (1): 2012.